# فرانسيسكو تامايو تيبيس
فرانسيسكو تامايو تيبيس (بالإسبانية: Francisco Tamayo Yepes) (ولد في 4 أكتوبر/تشرين الأول 1902 في لارا، فينزويلا - توفي في 14 فبراير/شباط 1985 في كاراكاس، فينزويلا) عالم نبات فينزويلي. سميت العديد من أنواع النباتات باسمه ومنها Erytina tamayonis، Ichantus tamayonis، Lupinus tamayoanus، Mammiliaria tamayonis، Paspalum tamayonis، Peperomia tamayoi وTamayoa paraguanensis.